# 아날로그 녹음

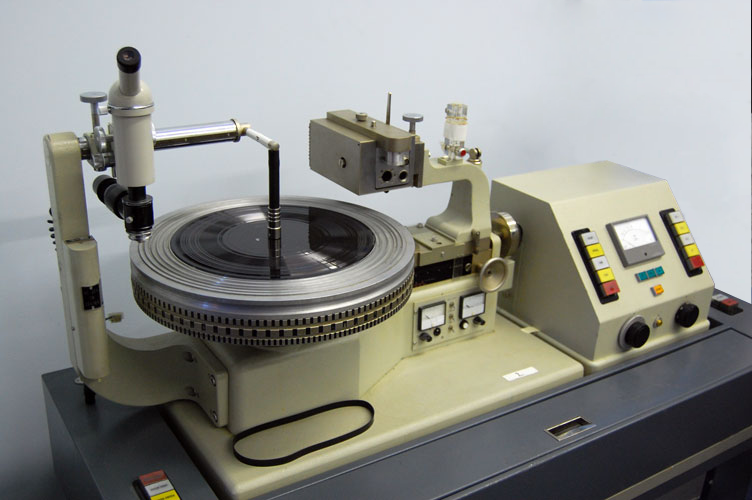
노이만 사운드 인그레이버 VMS-70

아날로그 녹음(영어: Analog recording)은 아날로그 신호를 녹음하는 데 사용되는 기술 범주이다. 이를 통해 녹음된 아날로그 오디오(analog audio)를 나중에 재생할 수 있다.
아날로그 오디오 녹음은 포노토그래프 및 축음기와 같은 기계 시스템으로 시작되었다. 이후 와이어 및 테이프 녹음과 같은 전자 기술이 개발되었다.
아날로그 녹음 방식은 아날로그 신호를 미디어에 직접 저장한다. 신호는 축음기 음반의 물리적 질감으로 저장되거나 자기 기록의 전계 강도 변동으로 저장될 수 있다. 아날로그 전송 방식은 아날로그 신호를 사용하여 오디오 콘텐츠를 배포한다. 이는 아날로그 신호가 표본화되고 양자화되어 디지털 신호를 생성하고, 이 신호는 이산값으로 표현, 저장 및 전송되는 디지털 오디오와 대조된다.

## 같이 보기
- 아날로그와 디지털 기록의 비교
- 음악 기록의 역사
- 오디오 포맷의 타임라인